# Кевін ван дер Перрен
Ке́він ван дер Пе́ррен (нід. Kevin van der Perren; *6 серпня 1982, Нінове, Бельгія) — бельгійський фігурист, що виступає у чоловічому одиночному фігурному катанні. Бронзовий призер Чемпіонатів Європи з фігурного катання 2007 і 2009 років, семиразовий чемпіон з фігурного катання Бельгії. Найуспішніший за всю історію бельгійський фігурист.

## Кар'єра

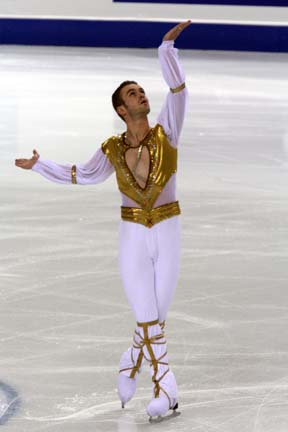
Кевін ван дер Перрен на фіналі Гран-прі сезона 2007/2008.

Кевін ван дер Перрен народився у маленькому бельгійському містечку Нінове. Порівняно пізно прийшов у фігурне катання — захотів стати фігуристом у 10-річному віці після перегляду льодового шоу в своєму рідному місті. І хоча батьки не схвалювали рішення сина, а однолітки не розуміли його, Кевін впевнено йшов до сповнення власної мрії, розпочавши тренування.
Величезним успіхом молодого фігуриста було здобуття срібної медалі на Чемпіонаті світу з фігурного катання серед юніорів у 2002 році.
Через травму, отриману після XX Зимових Олімпійських ігор (Турин, 2006), на яких спортсмен посів високе 9-е місце, спортсмен був вимушений пропустити тогорічну світову першість.
У наступному сезоні, на Чемпіонаті Європи з фігурного катання 2007 року К. ван дер Перрен зійшов на 3-ю сходинку, випередивши  білоруського фігуриста Сергія Давидова на 0.07 балів, що стало першою бельгійською медаллю на європейських чемпіонатах з цього виду спорту, починаючи з 1947 року. На цьому, дуже вдалому для себе, чемпіонаті Кевін виконав рідкісний каскад з трьох потрійних стрибків, а також практично бездоганно четверний тулуп.
У сезоні 2007/2008 Кевін обійняв другу позицію на етапі Гран-прі «Skate Canada» і четверту — на «Trophee Eric Bompard», що дозволило йому кваліфікуватися на фінальні змагання Гран-прі, де спортсмен замкнув шістку учасників. 
На початку 2008 року К.ван дер Перрен був п'ятим на Чемпіонаті Європи з фігурного катання і шостим на світовій першості (дотепер найкращий результат на ЧС з фігурного катання). У середині цього ж року спортсмен змінив тренера Веру Вандекавеє на Сільві де Рейке.
На початку сезона 2008/2009 на турнірі «Finlandia Trophy» Кевін ван дер Перрен, займаючи після короткої програми 6-е місце, знявся зі змагань через травму, яку спершу діагностували як незначну. Однак згодом, у Кевіна виявили розрив м'язів. В результаті Ван дер Перрен не зміг узяти участь у турнірі «Скейт Америка». На «Cup of Russia» спортсмен посів 6-у позицію. Нарешті, на Чемпіонаті Європи 2009 року дещо несподівано, удруге за кар'єру, ван дер Перрен завоював бронзу, як і перше, обігнавши найближчого переслідувача (що зрештою задовільнився 4-м місцем)  Янніка Понсеро на дещицю — на 0.06 балів, а от на ЧС з фігурного катання 2009 року посів лише 14-е місце, завоювавши для Бельгії одну ліцензію на Олімпіаду наступного року.
У сезоні 2009/2010 Кевін ван дер Перрен узяв участь у 2 етапах серії Гран-Прі — на «Cup of Russia»—2009 був 5-м, але на «Skate Canada»—2009 опинився аж на 11-му місці. У січні 2010 року невдало виступив на Чемпіонаті Європи з фігурного катання, посівши зрештою 11-е місце, за місяць у Ванкувері на олімпійському турнірі фігуристів-одиночників після короткої програми посідав 12-у позицію, та провальний прокат довільної опустив спортсмена на кінцеве 17-е олімпійське місце. Певна реабілітація фігуриста відбулася на ЧС—2010, де він посів 8-у позицію.
У сезоні 2010/2011 років Кевін ван дер Перрен вкотре виграв національну першість Бельгії з фігурного катання, але на 2 етапах серії Гран-Прі виступив не дуже вдало. На ЧЄ-2011 відкатавши на найвищому рівні і коротку, і довільну програми (у обох виконавши бездоганно четверні тулупи) Кевіну не вистачило до п'єдестала 1-ї позиції — остаточне 4-е місце.

## Спортивні досягнення

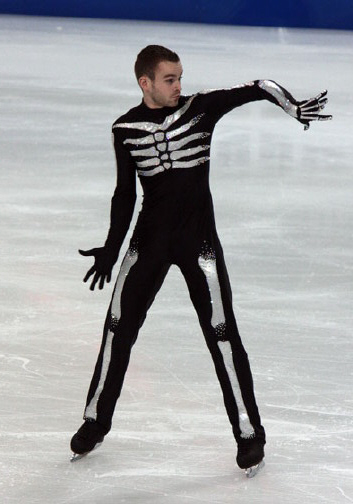
Кевін ван дер Перрен на Чемпіонаті Європи з фігурного катання 2009 року (коротка програма).

### після 2006 року
| Змагання / Сезони                     | 2006/2007 | 2007/2008 | 2008/2009 | 2009/2010 | 2010/2011 |
| ------------------------------------- | --------- | --------- | --------- | --------- | --------- |
| Зимові Олімпійські ігри               |           |           |           | 17        |           |
| Чемпіонати світу з фігурного катання  |           | 6         | 14        | 8         |           |
| Чемпіонати Європи з фігурного катання | 3         | 5         | 3         | 11        | 4         |
| Чемпіонати Бельгії                    | 1         |           |           |           | 1         |
| Фінали Гран-прі                       |           | 6         |           |           |           |
| Skate America                         | 4         |           |           |           | 6         |
| Cup of Russia                         |           |           | 6         | 5         |           |
| Trophee Eric Bompard                  |           | 4         |           |           |           |
| NHK Trophy                            | 6         |           |           |           | 8         |
| Skate Canada                          |           | 2         |           | 11        |           |
| Меморіал Ондрея Непала                |           | 1         |           |           |           |
| Finlandia Trophy                      |           | 3         | WD        | 12        |           |
| Nebelhorn Trophy                      | WD        |           |           |           | 5         |
| Турніри «NRW Trophy», Дортмунд        |           |           | 1         | 3         |           |

WD = знявся зі змагань

### до 2006 року
| Змагання                                           | 1999—2000 | 2000—2001 | 2001—2002 | 2002—2003 | 2003—2004 | 2004—2005 | 2005—2006 |
| -------------------------------------------------- | --------- | --------- | --------- | --------- | --------- | --------- | --------- |
| Зимові Олімпійські ігри                            |           |           | 12        |           |           |           | 9         |
| Чемпіонати світу з фігурного катання               | 31        | 33        | 14        | 19        | 14        | 8         |           |
| Чемпіонати Європи з фігурного катання              | 28        | 23        | 13        | 10        | 11        | 6         | 7         |
| Чемпіонати світу з фігурного катання серед юніорів | 26        | 16        | 2         |           |           |           |           |
| Чемпіонати Бельгії                                 | 1         | 1         | 1         | 1         | 1         |           |           |
| Фінали Гран-прі                                    |           |           |           |           | 4         |           |           |
| Trophee Eric Bompard                               |           |           |           |           | 2         |           |           |
| Skate Canada                                       |           |           |           |           | 5         | 5         |           |
| Skate America                                      |           |           |           |           |           |           | 4         |
| NHK Trophy                                         |           |           |           |           |           |           | 5         |
| Меморіал Ондрея Непала                             |           | 6         | 9         |           | 4         | 2         | 2         |
| Finlandia Trophy                                   |           |           |           | 4         |           |           |           |
| Турнір «Золотий ковзан Загреба»                    |           |           | 2         |           |           |           |           |
| Nebelhorn Trophy                                   |           | 15        |           |           |           |           |           |
| Фінали юніорського Гран-прі                        |           |           | 3         |           |           |           |           |
| Етап юніорського Гран-прі, Нідерланди              |           |           | 1         |           |           |           |           |
| Етап юніорського Гран-прі, Чехія                   |           |           | 2         |           |           |           |           |
| Етап юніорського Гран-прі, Норвегія                |           | 11        |           |           |           |           |           |

WD = знялся зі змагань

## Особисте життя та інше
17 травня 2008 року Кевін одружився з фігуристкою Дженна Маккоркелл, що виступає в одиночному жіночому фігурному катанні за Велику Британію.
На церемонії відкриття XX Зимових Олімпійських ігор (Турин, 2006) К.ван дер Перрен був прапороносцем збірної своєї країни.

## Виноски
1. ↑  Станом на 6 березня 2009 року посідає 5-е місце у рейтингу Міжнародного союзу ковзанярів
2. ↑  Ван дер Перрен не виступить на «Скейт Америка». Архів оригіналу за 25 жовтня 2008. Процитовано 6 березня 2009.
3. ↑  Результати NRW Trophy 2008. Архів оригіналу за 25 лютого 2009. Процитовано 6 березня 2009.
4. ↑  Фотографії на сайті Дженні Маккоркелл. Архів оригіналу за 4 жовтня 2008. Процитовано 6 березня 2009.